# 國民信託
國民信託（national trust）是以信託方式保留並維護特定地理區域文化或環境的組織。較知名的有：
- 英國的國家名勝古蹟信託
- 蘇格蘭的蘇格蘭國民信託
- 日本的知床100平方公尺運動
- 意大利环境基金